# حوذان عائم
الحوذان العائم نوع نباتي يتبع جنس الحوذان من الفصيلة الحوذانية.
موطنه الأصلي غرب أوروبا والمغرب العربي.